# Juracy Magalhães
Juracy Montenegro Magalhães (Fortaleza, 4 de agosto de 1905 – Salvador, 15 de mayo de 2001) fue un militar y político brasileño.
Fue gobernador del Estado de Bahía tres veces, y ocupó dos cargos ministeriales en el gobierno de Castelo Branco. Fue el primer presidente de Petrobrás.